# Hans Schmidt (Heimatpfleger)
Hans Schmidt (* 22. Juli 1912 in Halberstadt; † 5. Februar 2009 in Bad Harzburg) war ein deutscher Lehrer, Heimatpfleger, Autor und Regionalhistoriker.

## Leben
Hans Schmidt wurde in der Kreisstadt Halberstadt in der preußischen Provinz Sachsen geboren und lebte lange Zeit im heutigen Ortsteil Schlewecke der Stadt Bad Harzburg an nördlichen Harzrand, wo er über viele Jahrzehnte neben seiner hauptberuflichen Tätigkeit als Lehrer als Heimatpfleger und -forscher tätig war.

## Veröffentlichungen (Auswahl)
Er publizierte zahlreiche Aufsätze, vor allem in über 90 zwischen 1986 und seinem Sterbejahr 2009 erschienenen Heften des Uhlenklippen-Spiegels in Bad Harzburg, der vom dortigen Geschichtsverein e. V. herausgegeben wurde. Daneben hielt Hans Schmidt öffentliche Vorträge wie zum Beispiel über die Eisenerzgewinnung und Verhüttung im Amt Harzburg im Mittelalter und der Frühen Neuzeit.
Zu seinen größeren Publikationen zählen:
- Der Dreimaster Harzburg. In: mk-badharzburg.de. Abgerufen am 21. November 2017.
- als Herausgeber: Bad Harzburg + Ilsenburg/Harz. In: im Herzen Deutschlands. K, P und M, Bad Harzburg 1990.